# Saint-Christophe-en-Bazelle

Saint-Christophe-en-Bazelle este o comună în departamentul Indre, Franța. În 1 ianuarie 2022 avea o populație de 353 de locuitori.